# Bois de Boulogne
Bois de Boulogne eller Boulogneskoven er en park i den vestlige del af det 16. arrondissement i Paris. Parken blev grundlagt af Napoleon III i 1852 og dækker et område på ca. 846 hektar. Dermed er den væsentligt større end både Central Park i New York og Hyde Park i London. Den nordlige del af parken optages af Jardin d'Acclimatation, som er en form for forlystelsespark.
I det nordvestlige hjørne af parken ligger rosenhaven Roseraie de Bagatelle, der indeholder over 9.000 planter.
- Wikimedia Commons har flere filer relateret til Bois de Boulogne

48°51′48″N 2°15′8″Ø / 48.86333°N 2.25222°Ø